# Бухарський обласний театр ляльок
Бухарський обласний театр ляльок — обласний ляльковий театр у місті Бухарі (Узбекистан); головна дитяча театральна сцена і культурний осередок міста та регіону. 

## Загальні дані
Бухарський обласний театр ляльок міститься в історичній будівлі у самому центрі Бухари, і розташований за адресою:  
вул. Мустакіллік, буд. 55, м. Бухара (Республіка Узбекистан).
До 1920 року в цій давній двоповерховій будівлі, зведеній у національній традиції, діяло представництво німецької фірми «Зінгер».
Директор закладу — Юлдаш Генджаєв.

## З історії та сьогодення театру
Бухарський обласний театр ляльок був створений за СРСР — у 1982 році.
У репертуарі творчого колективу — переважно чарівні та побутові узбецькі та східні (в т.ч. і зі збірки «Тисяча і одна ніч») казки «Чарівна лампа Алладіна», «Насреддін у Бухарі», «Троє шахраїв», «Чаклун з Магрибу», «Ялмауз кампир». 
Бухарський театр ляльок відомий не лише в Узбекистані, але й за його межами — колектив гастролював за кордоном, не раз ставав переможцем різноманітних конкурсів, фестивалів на престижних форумах театрів ляльок.
Наприкінці 2000-х років у культурному житті Бухари відбулася значна подія — за участю Бухарського обласного театру ляльок урочисто відкрили музей і сувенірну виставку ляльок, що діє при майстерні відомого бухарського художника, майстра з виготовлення бухарських ляльок, члена Академії мистецтв Узбекистану Іскандара Хакімова.

## Виноски
1. ↑  Театри Ташкента і Узбекистану на www.goldenpages.uz (Довідник Узбекистану / «Золоті сторінки Узбекистану») (рос.)

## Джерело-посилання
- Сидоренко В. (Узбекистан, Бухара) За розвиток народних промислів [Архівовано 22 травня 2010 у Wayback Machine.] на www.totul.md (Пошуковий Інформаційний Портал Молдови) (рос.)